# Maksima Gorkogo (Krasnodar)
Maksima Górkogo (del ruso: Максима Горького) es un posiólok del raión de Primorsko-Ajtarsk del krai de Krasnodar en el sur de Rusia. Está situado 40 km al sudeste de Primorsko-Ajtarsk y 89 km al noroeste de Krasnodar, la capital del krai. Tenía 77 habitantes en 2010.
Pertenece al municipio Priazóvskoye.